# The Wolverines
The Wolverines (auch Wolverine Orchestra) waren eine US-amerikanische Jazzband. die von Ende 1923 bis Anfang 1925 bestand und 1924 durch Bix Beiderbecke berühmt wurde. Sie war damals die führende Territory Band im Mittleren Westen. Die Wolverines zählen zu den Klassikern des Chicago-Jazz. Nach ihnen bestanden und bestehen auch mehrere Revival Bands gleichen oder ähnlichen Namens.
Die ursprünglichen Wolverines wurden im September 1923 vom Pianisten Dudley Mecum (dem Komponisten des Hits „Angry“) gegründet und spielten zuerst im Stockton Club an der Route 4 rund 13 km südlich von Hamilton (Ohio). Das Lokal wurde von Chicagoer Gangstern betrieben und bezog seine Musiker ebenfalls aus Chicago. Ihren Namen hatten die Wolverines von Mecum wegen des Jazz-Standards „Wolverine Blues“ von Jelly Roll Morton erhalten, den sie häufig spielten. Daneben spielten sie aber auch viel Tanzmusik. Ende 1923 verließ Mecum die Band, frustriert darüber, den meist des Notenlesens unkundigen Mitspielern die neuen Stücke beibringen zu müssen, und wurde durch den Pianisten Dick Voynow aus St. Louis ersetzt. Gleichzeitig stieß Beiderbecke als Ersatz für den Kornettisten dazu. Sein Freund, der Klarinettist der Band Jimmy Hartwell, holte ihn aus Chicago.
Nachdem der Stockton Club nach einer Neujahrsschlägerei unter Gangstern geschlossen wurde, feierten die Wolverines mit ihrem neuen Star Bix Beiderbecke im Januar 1924 große Erfolge in Doyles Dance Studio in Downtown-Cincinnati, wo sie drei Monate spielten. Am 18. Februar machten sie ihre ersten Aufnahmen bei Gennett im nahen Richmond (Indiana). Von vier Aufnahmen sind erhalten „Fidgety Feet“ und „Jazz me Blues“, gleichzeitig die ersten Aufnahmen von Beiderbecke. Der Besitzer des Clubs schloss sogar die Instrumente der Band weg, um sie an sich zu binden, doch die Band schaffte es eines Nachts, sich davonzustehlen (ohne den Posaunisten Al Gande), als Hartwell von seinem Freund Hoagy Carmichael (damals Jurastudent in Bloomington) von einem Engagement an der Universität von Indiana in Bloomington hörte, was sich aber als Fehlinformation erwies. Band-Manager Bernie Cummins gelang es dann doch noch, sehr erfolgreiche Touren an Colleges in Indiana, Ohio, Kentucky und Michigan zu organisieren, insbesondere an die Indiana University in Bloomington. Am 6. Mai 1924 („Copenhagen“, „Riverboat Shuffle“ von Hoagy Carmichael, „Oh Baby“, „Susy“) und am 20. Juni („Tiger Rag“, „Royal Garden Blues“, „I need some Pettin“) nahmen sie erneut für Gennett auf, wobei beim zweiten Aufnahmedatum Vic Berton für Vic Moore am Schlagzeug einsprang, der ihn aber Ende des Sommers wieder ersetzte. Im September 1924 spielten die Wolverines (vermittelt durch ihren Tubisten Min Leibrook) im Cinderella  Ballroom in New York City und nahmen am 16. September („Sensation“, „Lazy Daddy“) und am 7. Oktober („Tia Juana“, „Big Boy“) die letzten Aufnahmen mit Beiderbecke für Gennett in deren New Yorker Studio auf; eine weitere Aufnahmesession gab es am 10. Dezember. Beiderbecke verließ die Band allerdings schon Ende Oktober, nachdem er erfahren hatte, dass das Engagement im Dezember beendet war. Er nahm ein Angebot von Jean Goldkette an.
Insgesamt sind von Beiderbecke und den  Wolverines 13 Aufnahmen erhalten (insgesamt von den Wolverines aus dem Jahr 1924 15 Aufnahmen). Obwohl typische Vertreter des Chicago-Jazz, spielten sie selbst mit Beiderbecke nie dort. Dieser wurde bei den Wolverines durch den jungen Jimmy McPartland, ein Austin High Gang Mitglied, ersetzt. Ende des Jahres ging die Band zu einem Engagement nach Miami.

## Nachfolgebands
Nach 1925 traten mehrere Gruppen unter dem Namen Wolverines auf, da Voynow die Rechte an den Chicagoer Promoter Husk O’Hare verkauft hatte. Eine der unter dem Namen auftretenden Bands (die mit 12 bis 13 Musikern Big Band Format hatten) war im Mittleren Westen recht populär, spielte häufig auf dem Radiosender WLW (z. B. von der Autoshow in Cincinnati Oktober 1927) und nahm 1928 bei Vocalion auf. Zu ihnen gehörte auch zeitweise das alte Wolverine-Bandmitglied Al Gande. 1931 in der Depressionszeit lösten sich „Husk O’Hare´s Wolverines“ auf. Ihr Posaunist Al Gande gründete 1936 in Cincinnati ein New Wolverines Orchestra, mit dem er im Dixieland Revival bis zu seinem Tod durch Autounfall 1946 auftrat. Auch der ursprüngliche Bandleiter Dick Voynow nahm 1926 bis 1929 mit seinem „Original Wolverine Orchestra“ bei Brunswick und Vocalion auf. Mitglieder waren u. a. Vic Moore, Jimmy McPartland und  Frank Teschemacher. Der Name Wolverines blieb bei Revival-Gruppen des traditionellen Jazz populär: So wurde 1961 in Bern die 2021 noch bestehende Wolverines Jazz Band gegründet.
b